# Krzyczki (gromada)
Krzyczki (do 30 XII 1959 31 XII 1959 Pniewo k. Nasielska; od 31 XII 1961 Chrcynno) – dawna gromada, czyli najmniejsza jednostka podziału terytorialnego Polskiej Rzeczypospolitej Ludowej w latach 1954–1972.
Gromady, z gromadzkimi radami narodowymi (GRN) jako organami władzy najniższego stopnia na wsi, funkcjonowały od reformy reorganizującej administrację wiejską przeprowadzonej jesienią 1954 do momentu ich zniesienia z dniem 1 stycznia 1973, tym samym wypierając organizację gminną w latach 1954–1972.
Gromadę Krzyczki siedzibą GRN w Krzyczkach Pieniążkach (w obecnej pisowni Krzyczki-Pieniążki) utworzono 31 grudnia 1959 1 stycznia 1960 w powiecie pułtuskim w woj. warszawskim w związku z przeniesieniem siedziby GRN gromady Pniewo k. Nasielska z Pniewa do Krzyczek Pieniążek i zmianą nazwy jednostki na gromada Krzyczki; równocześnie do nowo utworzonej gromady Krzyczki włączono obszar zniesionej gromady Smogorzewo Włościańskie (bez wsi Jaskółowo) oraz wsie Kamionna, Poniaty Wielkie i Poniaty-Cibory ze znoszonej gromady Glinice-Domaniewo (podkreślone i wykreślone zmiany retroaktywnie określone uchwałami z 25 lutego 1960).
31 grudnia 1961 z gromady Krzyczki wyłączono (a) wsie Kamionna, Poniaty-Cibory i Poniaty Wielkie, włączając je do gromady Winnica oraz (b) wieś Głodowo Wielkie, włączając ją do gromady Nasielsk – w tymże powiecie, po czym gromadę Krzyczki zniesiono, przenosząc siedzibę GRN z Krzyczek-Pieniążek do Chrcynna i zmieniając nazwę jednostki na gromada Chrcynno.